# 慈云寺 (淮安)
慈云寺是位于江苏省淮安市里运河南岸、花街与文庙之间的一座佛寺，以国师道场著称。
慈云寺至迟建于明朝万历二十年（1592年）。康熙十四年（1675年），顺治帝所封的“大觉普济能仁玉琳琇国师”在此圆寂。雍正十一年（1733年），雍正帝下令由淮关监督年希尧督建慈云寺，乾隆四年（1739年）建成。“慈云禅寺”占地25亩，有山门殿、天王殿、大雄宝殿、藏经殿、国师殿五重殿宇，其中国师殿为慈云寺独有。乾隆帝南巡时曾多次游览该寺。
咸丰十年（1860年），捻军攻打清江浦时，慈云寺毁于兵火。1882年重修。1918年，重修的大雄宝殿再度毁于战火。1949年以后，住持大禅被赶出寺庙。慈云寺先后被花纱布公司和五金公司占用。1986年，江苏省政府将慈云寺列入省重点寺庙。1993年，五金公司仓库搬出慈云寺。1994年，慈云寺开放。
慈云寺后里运河边，新修一座国师塔。